# Rébellion de Zhuge Dan
Trois Rébellions au Shouchun
La rébellion de Zhuge Dan, ou la troisième Rébellion du Shouchun, est une révolte initiée par Zhuge Dan,gouverneur général de Yangzhou et général du royaume du Wei, contre le régent Sima Zhao et son clan. C'est la troisième et dernière rébellion d'une série de trois, qui se déroulèrent toutes au Shouchun (壽春), pendant la décennie 250, durant la période des trois royaumes de Chine. Le royaume du Wu fut également impliqué dans cette rébellion.

## La situation avant la rébellion
Après les précédentes rébellions dans le Shouchun et l'incident survenu aux tombes de Gaoping, la régence et le contrôle presque complet du royaume du Wei étaient tombés entre les mains de Sima Zhao et de son clan. Peu de temps après la deuxième rébellion du Souchun, Sima Shi meurt et c'est son second frère, Sima Zhao, qui prend le contrôle des affaires du Wei. Cao Mao, l'empereur du Wei n'était plus qu'un prête-nom sans réel pouvoir.
Wen Qin, qui gérait Souchun avant la seconde révolte, s'était enfui au royaume du Wu et avait été remplacé par le général Zhuge Dan. Zhuge était ami avec de nombreux membres de la faction de Cao Shuang, faction qui avait été physiquement éradiquée après l'incident des tombes. Ainsi, il avait vu deux de ses amis proches, Xiahou Xuan (en) et Deng Yang (en), être exécutés par le clan Sima en même temps que Cao Shuang. Il avait participé aux campagnes militaires commandées par les Sima pour mettre au pas et éliminer Wang Ling (en) et de Guanqiu Jian, les responsables des précédentes rébellions, et il avait joué un rôle non négligeable dans la répression de la seconde révolte. Zhuge Dan savait que son poste était extrêmement dangereux et il connaissait le prix à payer lorsqu'on se met en travers du chemin du clan Sima. Dès son arrivée à Souchun, il chercha à sécuriser sa position en menant une politique visant à augmenter sa popularité dans la région du sud de la rivière Huai, tout en embauchant de nombreux gardes du corps.

## L'élément déclencheur
Durant l'hiver 256, le royaume de Wu envoie des troupes pour attaquer Xuye (徐 堨). Alors que Zhuge Dan était capable de repousser cette attaque, il demande 100 000 hommes supplémentaires à la cour impériale et planifie la construction de châteaux pour défendre Huainan. Ayant des soupçons sur la façon d'agir de Zhuge Dan, Sima Zhao a ordonné à Jia Chong, son greffier en chef, d'envoyer à Zhuge Dan un décret impérial lui ordonnant de se présenter à la cour du Wei et de devenir le nouveau "Ministre des Travaux" (工部).
Zhuge Dan, effrayé par cet ordre, assassine Yue Lin (en), l'inspecteur de la province de Yang et prend le contrôle de la garnison, soit 40.000 à 50 000 soldats. Ensuite, il se déclare en rébellion contre Sima Zhao et envoie son greffier en chef, Wu Gang (吳 綱), rejoindre le royaume de Wu pour demander des renforts. Pour donner plus de poids à sa demande, il envoie aussi son fils Zhuge Jing (諸葛 靚) comme otage. En réponse, le Wu lui envoie des renforts, bien plus nombreux que ceux que le même royaume avait envoyés lors de la seconde rébellion. Ce faisant Zhuge Dan se retrouve à la tête d'une troupe importante.
Apprenant la nouvelle, Sima Zhao réagit immédiatement en levant une armée et en marchant sur le Shouchun.

## La rébellion

### L'intervention du Wu
Sima Zhao commença par rassembler une armée de 260 000 hommes à Qiutou, un emplacement clé près de la ville de Shouchun, ville qui donne son nom à la région. Il donna l'ordre à Wang Ji (en) et Chen Qian de mener des troupes de siège à Shouchun, pour infliger immédiatement des pertes massives aux mutins. Sachant que le Wu avait envoyé des troupes en grand nombre vers le sud de Shouchun, Sima Zhao a envoyé une grande armée dirigée par Shi Bao et deux autres généraux, pour tenter de stopper l'avancée de ces troupes. L'armée du Wu était dirigée par Wen Qin (en), un ancien général du Wei passé au Wu, Yi Quan et Tang Zi. Tous les trois comprirent ce qui se préparait et avancèrent le plus vite possible pour entrer dans Shouchun avant que les troupes de siège du Wei n'encerclent Zhuge Dan.
Une fois sur place, Wen Qin a tenté plusieurs fois de briser le siège, en vain. Yi Zhu, un général du Wu, a lui aussi tenté de repousser le Wei, en lançant des attaques depuis la garnison d'Anfeng, au sud-ouest de Shouchun. Là aussi, la tentative se solda par un échec, et Yi fut obligé de retourner auprès de Sun Chen (en). L'armée de Sun Chen était dirigée par Ding Feng, Li Fei et Zhu Yi (en), qui décidèrent de déplacer leurs troupes vers le lac Chao, d'où ils frapperaient l'armée du Wei qui assiégeait toujours Shouchun. Devinant la manœuvre, les généraux du Wei déplacent leurs troupes pour intercepter Ding Feng sur les hauteurs à proximité de Shouchun. La bataille qui s'ensuit s’achève par une victoire écrasante du Wei, suivie de l'exécution de Zhu Yi sur l'ordre de Sun Chen; ce qui affaiblit un peu plus le moral des troupes du Wu et de Zhuge Dan. Peu après cette défaite, un convoi d'approvisionnements du Wu est détruit par une attaque surprise menée par Hu Lie, un général du Wei. Lors de cette attaque, de nombreux soldats sont capturés par les troupes de Sima Zhao ou désertent les rangs de Wu. Après cet ultime revers, Sun Chen est convaincu que Zhuge Dan n'a aucune chance contre le Wei et lève le camp avec ses hommes pour revenir à Jianye, la capitale du Wu.

### Les défections
Les troupes de Zhuge Dan, toujours assiégées dans Shouchun, avaient réussi à infliger des pertes aux forces du Wei, mais leur moral était faible et ils avaient subi de lourdes pertes. Jiang Ban (蔣 班) et Jiao Yi (焦 彝), les conseillers de Zhuge Dan, lui suggérèrent de concentrer ses efforts sur un seul flanc de l'armée ennemie, pour briser le siège et tenter de retourner la situation. Wen Qin (en) n'approuvait pas ce plan. Depuis sa fuite à la fin de la précédente rébellion, Wen était devenu un général de l'armée du Wu et était à la tête des troupes qui avaient réussi à rentrer dans Shouchun avant le début du siège. Ignorant tout du repli de Sun Chen, il incite Zhuge Dan à rester patient et à attendre l'arrivée des renforts du Wu. Zhuge Dan se rallie à l'avis de Wen Quin, répondant de manière méprisante à Jiao Yi et Jiang Ban, en leur disant qu'il préférerait les tuer plutôt que d'écouter des conseils aussi mauvais. Effrayés par une telle réponse, Jiao et Jiang s'entendent secrètement et font défection avec un grand nombre de soldats. Cette défection provoque un effondrement du moral des forces de Zhuge Dan, qui perdent presque tout espoir. Voyant cela, Zhong Hui suggère à Sima Zhao de provoquer plus de défections au sein des forces de Zhuge Dan. Selon Zhong, en fabriquant de fausses lettres de Quan Hui (全 輝) et Yi Quan (全 儀), on peut amener Yi Quan (全 禕) et Quan Duan (全 端) à se rendre. Le plan de Zhong fonctionna parfaitement, car lorsque Yi Quan reçut ces lettres, il les prit pour des vraies et, à la première occasion, se rendit avec ses hommes à Sima Zhao.

### L'écrasement de la rébellion
Lors du premier mois lunaire de 258, Zhuge Dan et ses généraux, Tang Zi, Wen Qin, et Wen Yang (le fils de Wen Qin) décident d'essayer de briser le siège. Cette tentative se solde, une nouvelle fois, par un échec, de lourdes pertes et des défections au profit du Wei; laissant les forces de Zhuge Dan décimées et piégées dans une ville à court de vivre. Wen Qin suggère de démobiliser une partie des troupes restantes pour économiser les réserves. Zhuge Dan ignore la suggestion de Wen Qin, l'accusant d'être un lâche et de tenter de le tromper pour pouvoir s'enfuir. Après quoi, il exécute Wen Qin. Wen Yang et Wen Hu, les fils de Wen Quin, décident de s'enfuir de Shouchun dès qu'ils entendent parler de l'exécution de leur père. Ils se rendent à Sima Zhao, qui les accepte de nouveau dans les rangs du Wei, malgré les actions de leur père. La défection des fils de Wen Qin achève de briser le moral des assiégés.
Finalement, lors du deuxième mois lunaire, l'armée du Wei attaque la ville et pénètre dans Shouchun. Zhuge Dan, ayant perdu tout espoir, fuit la ville en assassinant les hommes de Hu Fen (胡 奮), avant d'être lui-même tué.Yu Quan, un général du Wu, est abattu dans la bataille par les troupes du Wei, tandis que Tang Zi et Wang Zuo (王 祚) se rendent à Sima Zhao, avec les derniers débris de l'armée de Zhuge Dan.
À noter que, pendant le déroulement de ces opérations, le royaume du Shu a aussi tenté de tirer parti de la situation en attaquant le Wei. En 257, les troupes du Shu, dirigées par Jiang Wei, ont attaqué Chenling et avancé jusqu’à Mangshui, pour se retrouver, une fois arrivé à Weishui, face à face avec une armée du Wei commandée par le général Deng Ai. La situation s'enlise rapidement car, malgré toutes les ruses de Jiang, Deng refuse d'engager le combat, pariant sur l'épuisement de l'ennemi. En 258, Jiang Wei, apprenant la défaite de Zhuge Dan, se replie.

## Conséquences
Après l'écrasement de la rébellion, Sima Zhao a été considéré comme un héros dans le royaume de Wei et a enfin retrouvé la confiance et le soutien de la plupart des membres de la cour du Wei.
Peu après, Cao Mao, accompagné seulement de sa garde personnelle, tente d’assassiner Sima Zhao. Cependant, sa tentative est totalement dérisoire et sous les ordres de Sima Zhao, transmis par Jia Chong, Cao Mao est tué par Cheng Ji lors d’un bref affrontement dans les quartiers de Sima Zhao Wei, à Luoyang.
De plus, les soulèvements de Shouchun ayant cessé, le Wei peut se concentrer sur l'invasion du royaume du Shu.

## Ordre de bataille
|  | L'armée de Zhuge Dan - † Zhuge Dan - Jiang Ban (蔣班) - Jiao Yi (焦彝) L'armée du Wu - Sun Chen (en) - Zhu Yi (en), exécuté par Sun Chen - Ding Feng - Li Fei (黎斐) - Wen Qin (en),exécuté par Zhuge Dan - Wen Yang - Wen Hu - Quan Yì (全懌) - Quan Duan (全端) - Tang Zi (en) - Wang Zuo | L'armée du Wei - Sima Zhao - Wang Ji (en) - Chen Qian (陳鶱) - Zhong Hui - Shi Bao (石苞) - Hu Zhi (胡質) - Li Guang (李广), général exécuté par Sima Zhao - Chang Shi (常时), administrateur de Taishan, exécuté par Sima Zhao - Zhou Tai (州泰) - Hu Fen (胡奮) - Sima Liang (司马亮) |